# Micheline Golengo
Micheline Golengo, née le 13 septembre 1940 et décédée le 13 février 2009, était une femme politique congolaise. En 1963, elle faisait partie du premier groupe de trois femmes élues à l'Assemblée nationale aux côtés de Pierrette Kombo et Mambou Aimée Gnali.

## Biographie
Micheline Golengo naît à Brazzaville en 1940. D'abord institutrice, elle entre au sein du service diplomatique en 1960. 
Elle et sa sœur Victoire sont les deux premières femmes parachutistes congolaises.
Elle rejoint le Mouvement national de la révolution (MNR) et est candidate pour le parti aux élections législatives de 1963 (en). En l'absence d'opposition aux élections, elle est élue à l'Assemblée nationale dans la circonscription de Brazzaville, devenant l'un des premières femmes à entrer au parlement. Après avoir rejoint le Parti congolais du travail, le successeur du MRN, elle devient ensuite sénatrice de Cuvette-Ouest.
Elle décède à Choisy-le-Roi en France en février 2009.